# カザルヴィエーリ
カザルヴィエーリ（伊: Casalvieri）は、イタリア共和国ラツィオ州フロジノーネ県にある、人口約2,400人の基礎自治体（コムーネ）。

## 地理

### 位置・広がり
フロジノーネ県の東部に位置するコムーネ。カッシーノから北北西へ19km、県都フロジノーネから東へ31km、ローマから南東へ105kmの距離にある。

#### 隣接コムーネ
隣接するコムーネは以下の通り。
- アルヴィート
- アルピーノ
- アティーナ
- カザラッティコ
- フォンテキアーリ
- ヴィカルヴィ

### 気候分類・地震分類
カザルヴィエーリにおけるイタリアの気候分類 (it) および度日は、zona D, 1778 GGである。
また、イタリアの地震リスク階級 (it) では、zona 1 (sismicità alta) に分類される。

## 行政

### 山岳部共同体
広域行政組織である山岳部共同体「ヴァッレ・ディ・コミーノ山岳部共同体」 (it:Comunità montana Valle di Comino) （事務所所在地: アティーナ）を構成するコムーネの一つである。